# Portada/efemèride novembre 21
Autoretrat de Marià Fortuny.
« 20 de novembre · 21 de novembre · 22 de novembre »